# 高雄市政府捷運工程局
高雄市政府捷運工程局（簡稱高雄市捷運工程局、高雄市捷運局、高市捷運局），是中華民國高雄市政府的所屬一級機關，負責高雄捷運路線的規畫及興建監督。

## 沿革
1990年3月2日高雄市政府成立「高雄市政府捷運工程局籌備處」。1994年5月9日「高雄市政府捷運工程局」成立，下設綜合規劃科、設施工程科、系統工程科、路權科、資訊室、秘書室、會計室、人事室、政風室。2008年6月5日，高雄市政府捷運工程局增設營運監理科，設施工程科更名為工務管理科，路權科更名為開發路權科。
2010年12月25日高雄縣市合併，高雄市政府捷運工程局營運監理科移撥高雄市政府交通局，高雄捷運路網之規劃及機電設施監督則維持捷運工程局管轄。
2018年6月1日，配合《派用人員派用條例》廢止，高雄市政府捷運工程局由派用機關改制為任用機關。

## 組織架構
- 綜合規劃科
- 工務管理科
- 系統工程科
- 開發路權科
- 資訊室
- 秘書室
- 會計室
- 人事室
- 政風室

## 施工方式
- 高運量捷運
  - 隧道：潛盾為主、部分採明挖覆蓋
  - 車站：明挖覆蓋、高架施工

- 輕軌
  - 車站：路面設站、高架施工

## 外部連結
- 高雄市政府捷運工程局 （页面存档备份，存于）（繁體中文）（英文）
- 高雄市政府捷運工程局的Facebook專頁